# Francesca Hilton
Constance Francesca Hilton (Nueva York, 10 de marzo de 1947-Los Ángeles, 5 de enero de 2015) fue una actriz, comediante y fotógrafa estadounidense. Fue la única hija de la actriz Zsa Zsa Gabor y del magnate hotelero Conrad Hilton.

## Biografía

### Primeros años y familia
Francesca Hilton nació el 10 de marzo de 1947 en Nueva York, después del divorcio de sus padres en septiembre de 1946. Su padre, Conrad Nicholson Hilton, fue el fundador de la cadena de hoteles Hilton. Su madre, Zsa Zsa Gabor, fue una celebridad húngara-estadounidense. En la autobiografía de su madre de 1991, One Lifetime Is Not Enough, alegó que su embarazo fue el producto de una violación por parte de su entonces marido, Conrad Hilton.
Fue la única hija de Zsa Zsa Gabor y, por tanto, la única descendiente de las hermanas Gabor, como también la única hija de Conrad Hilton. Sus tres medio hermanos fueron Conrad Nicholson Hilton Jr. (1926–1969); William Barron Hilton (1927–2019); y Eric Michael Hilton (1933–2016). Asistió a estrenos de películas con su madre y participó en competiciones ecuestres siendo una niña.
En 1947, cuando Hilton era una infante, un ladrón entró en su casa y maniató a Zsa Zsa Gabor y su ama de llaves, y amenazó con matar a Francesca. El ladrón robó joyería valorada en 750.000 dólares.
Trabajó en el Beverly Hilton Hotel en Beverly Hills, California durante los veranos siendo adolescente. Cuando su padre murió en 1979, dejó la mayor parte de su fortuna a la Conrad N. Hilton Foundation. Ella se opuso pero tan solo recibió 100.000 dólares, perdiendo la demanda presentada. En octubre de 1993, se casó con Joseph Piche. La pareja se divorció en 2010 y no tuvieron hijos. Al tiempo de su muerte, estaba comprometida con Michael Natsis. Residió en Los Ángeles la mayor parte de su vida.
El 1 de junio de 2005, su padrastro, Frédéric Prinz von Anhalt, la demandó en un juzgado en California y la acusó de fraude. El juzgado cerró el caso por falta de evidencia. Hilton negó las acusaciones. Hilton vivió en unos apartamentos en West Hollywood los últimos nueve años de su vida. Después de que su madre Zsa Zsa Gabor se volviera incapacitada y dejada al cuidado de su padrastro, Francesca dejó de ser apoyada económicamente.
Falleció el 5 de enero de 2015, a los 67 años, precediendo en un año la muerte de su madre.

## Filmografía
- 1971, Un lugar seguro
- 1995, La historia de Elizabeth Taylor
- 1999, Forever Fabulous